# Olga Kotlarowa
Olga Iwanowna Kotlarowa (ros. Ольга Ивановна Котлярова; ur. 12 kwietnia 1976 w Swierdłowsku) – rosyjska lekkoatletka, specjalistka biegów krótkich i średniodystansowych. Brązowa medalistka olimpijska, mistrzyni świata w sztafecie 4 × 400 m, mistrzyni Europy.

## Sukcesy
| Rok  | Zawody                    | Miasto    | Miejsce | Konkurencja | Czas    |
| ---- | ------------------------- | --------- | ------- | ----------- | ------- |
| 1996 | Halowe Mistrzostwa Europy | Sztokholm | 2.      | 400 m       | 51,70   |
| 1997 | Halowe Mistrzostwa Świata | Paryż     | 1.      | 4 × 400 m   | 3:26,84 |
| 1998 | Mistrzostwa Europy        | Budapeszt | 2.      | 4 × 400 m   | 3:23,56 |
| 1998 | Mistrzostwa Europy        | Budapeszt | 3.      | 400 m       | 50,38   |
| 1999 | Halowe Mistrzostwa Świata | Maebashi  | 1.      | 4 × 400 m   | 3:24,25 |
| 1999 | Mistrzostwa Świata        | Sewilla   | 8.      | 400 m       | 50,72   |
| 1999 | Mistrzostwa Świata        | Sewilla   | 1.      | 4 × 400 m   | 3:21,98 |
| 2000 | Igrzyska Olimpijskie      | Sydney    | 8.      | 400 m       | 51,04   |
| 2000 | Igrzyska Olimpijskie      | Sydney    | 2.      | 4 × 400 m   | 3:23,46 |
| 2001 | Halowe Mistrzostwa Świata | Lizbona   | 1.      | 4 × 400 m   | 3:30,00 |
| 2001 | Halowe Mistrzostwa Świata | Lizbona   | 2.      | 400 m       | 51,56   |
| 2004 | Halowe Mistrzostwa Świata | Budapeszt | 1.      | 4 × 400 m   | 3:23,88 |
| 2006 | Halowe Mistrzostwa Świata | Moskwa    | 5.      | 800 m       | 2:01,26 |
| 2006 | Mistrzostwa Europy        | Göteborg  | 1.      | 800 m       | 1:57,38 |
| 2007 | Mistrzostwa Świata        | Osaka     | 4.      | 800 m       | 1:58,22 |

## Rekordy życiowe
- 200 m – 23,35 (1996)
- 400 m – 49,77 (2004)
- 800 m – 1.57,24 (2006)
- 200 m (hala) – 23,60 (1997)
- 400 m (hala) – 50,42 (2001)
- 600 m (hala) – 1:23,44 (2006) (rekord świata do 2023 roku[1])
- 800 m (hala) – 1:57,51 (2006)

Kotlarowa razem z koleżankami z reprezentacji jest także halową rekordzistką świata w sztafetach 4 × 400 metrów (3:23,37 2006) oraz 4 × 800 metrów (8:14,53 2008).